# Samuel Hirsch
Samuel Hirsch, född 8 juni 1815 i Thalfang, död 14 maj 1889 i Chicago, var en tysk-judisk religionsfilosof.
Samuel Hirsch anslöt i sitt verk Religionsphilosophie der Juden (1842) sig formellt och metodologiskt till Hegel, men formulerade en från denne rätt avvikande uppfattning om religionens väsen. För Hirsch var religionen inta bara innesluten i föreställningens ofullkomliga form utan även som ren känsla identisk med filosofins spekulativt härledda sanningar. Den som uppnått den konkreta frihetens stadium och identifierat mänsklig och gudomlig vilja, förmår också fatta den religiösa sanningen i dess absoluta innehåll, en aktiv religiositet, vari Hirsch såg judendomens speciella funktion.